# Naxthéy, Alfajayucan
Naxthéy är en ort i Mexiko.   Den ligger i kommunen Alfajayucan och delstaten Hidalgo, i den sydöstra delen av landet, 110 km norr om huvudstaden Mexico City. Naxthéy ligger 1 885 meter över havet och antalet invånare är 298.
Terrängen runt Naxthéy är kuperad åt sydost, men åt nordväst är den platt. Runt Naxthéy är det ganska tätbefolkat, med 60 invånare per kvadratkilometer. Närmaste större samhälle är Ixmiquilpan, 12,1 km öster om Naxthéy. Omgivningarna runt Naxthéy är i huvudsak ett öppet busklandskap.